# Păulești (Prahova)
Păulești es una comuna ubicada en el distrito de Prahova, Rumania.

## Superficie
Posee una superficie de 51,32 kilómetros cuadrados.

## Demografía
Hasta 2021 la población era de 7985 habitantes, con una densidad de población de 155,6 habitantes por kilómetro cuadrado.